# 大友萌加
大友 萌加（おおとも もか、2002年4月24日 - ）は、日本の女子バレーボール選手である。

## 来歴
埼玉県出身。小学2年でバレーボールを始める。
中学時代は全国都道府県対抗中学大会（JOCカップ）に埼玉県代表の主将として出場。
春日部共栄高等学校では、1年生時の2018年、第12回女子U17アジア選手権代表に選出され、優勝を経験した。3年生時の2021年には第73回全日本高等学校選手権（春高バレー）に出場した。
国士舘大学在学中の2024年、V・サマーリーグ東部大会に東日本大学選抜の選手として出場。同年12月6日、SVリーグの群馬グリーンウイングスの内定選手として発表された。同月10日に追加登録選手として公示され、28日のデンソーエアリービーズ戦でデビューとなった。

## 球歴
- U17日本代表
  - U17アジア選手権 - 2018年

## 所属チーム
- 越谷市立栄進中学校（2015-2018年）
- 春日部共栄高等学校（2018-2021年）
- 国士舘大学（2021-2025年）
- 群馬グリーンウイングス（2025年-）